# Seznam andorskih pravnikov
Seznam andorskih pravnikov.

## C
- Jaume Bartumeu Cassany

## M
- Antoni Morell

## R
- Antoni Fiter i Rossell

## V
- Ricard Fiter Vilajoana